# General Mobile
Die General Mobile Inc., ist ein Unternehmen im Bereich Entwicklung von Handy-Technologien und Herstellung von Mobilfunkgeräten. Ende 2005 begann die Entwicklung von Software für Mobilfunkgeräte.
General Mobile Inc. entwickelt zudem GSM-Geräte, die Kommunikation, Entertainment und Interaktion sowie persönliches Informationsmanagement vereinbaren. Die Eigenentwicklung der Technologien wird durch den firmeneigenen Research & Development-Bereich ermöglicht. Im Jahre 2010 wurde General Mobile von der türkischen Firma Telpa übernommen unter der Leitung von Sebahattin Yalman.
Die Firmen Zentrale befindet sich mittlerweile in Istanbul.
Das Unternehmen ist international in Walldorf, Kiew, Istanbul, Baku, Sharjah und Shenzhen mit Firmendependancen und Exklusivdistributoren vertreten. Rund 220 Mitarbeiter weltweit erzielten 2007 einen Umsatz von rund 100 Mio. US-$ mit 250.000 abgesetzten Geräten.

## Produktkategorien
- DST-Serie / DUAL-SIM-Technologie
- Multimediale Serie
- Special Edition